# 強制通風筒
強制通風筒（きょうせいつうふうとう）とは、強制的に送風し気温観測をより正確に行える装置である。

## 解説
従来の百葉箱を用いた気温の観測は昼間には気温が高めに、夜間では低めに誤差を生じる傾向があった。
また百葉箱は自然通風で観測していることから、無風のよく晴れた昼間ではより気温が高く観測される特徴があった。
そこで、強制通風筒では筒状の内部に温度計を取り付け、上部からファンで強制的に通風させる。
これにより常に送風状態を維持でき、気温のより正確な観測が行えるようになった。
日本の気象庁では1993年からこの方法による観測を行っている。